# José António Camacho
José António Camacho (abril de 1946 – 13 de julho dee 2025) foi um político português, deputado eleito pela Madeira à Constituinte de 1975 e à 1.ª Legislatura.
Foi ainda Secretário Regional do Planeamento, Finanças e Comércio do I Governo Regional da Madeira entre 1 de outubro de 1976 e 16 de março de 1978.